# Antonín Chittussi

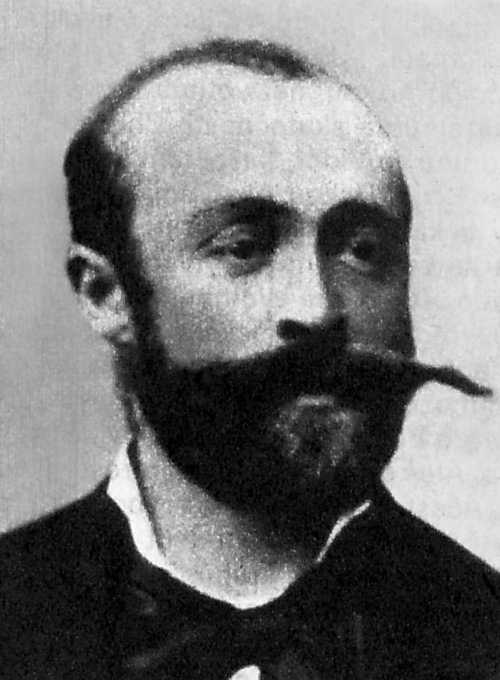
Antonín Chittussi

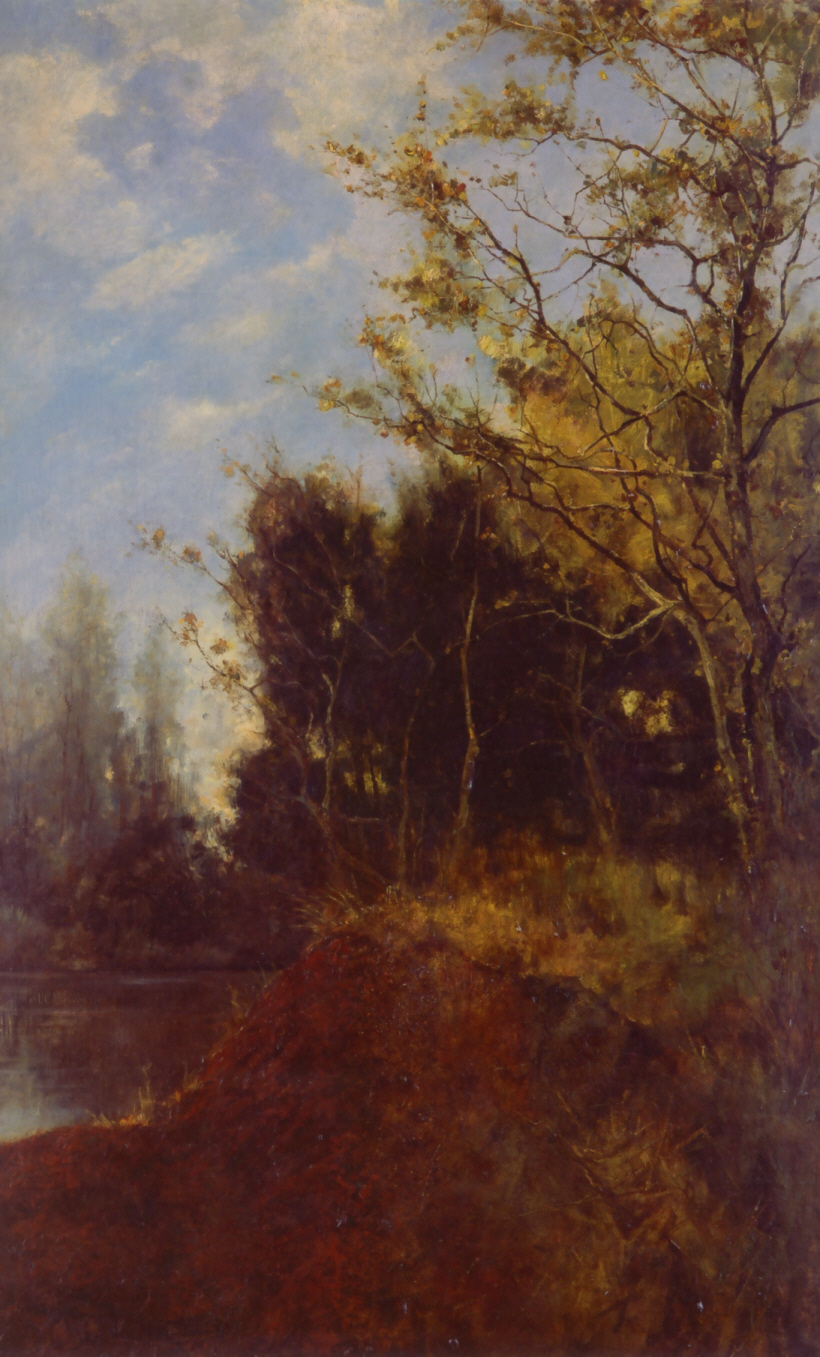
Tümpel am Waldesrand, um 1883, Sammlung Kooperativa

Antonín Chittussi (* 1. Dezember 1847 in Ronov nad Doubravou; † 1. Mai 1891 in Prag) war ein tschechischer Maler.

## Leben
Seine Mutter war Tschechin, sein Vater dagegen italienischer Abstammung. Chittussi studierte zunächst an der Technischen Universität und wechselte später zur Prager Kunstakademie, aus der er gemeinsam mit Mikoláš Aleš verwiesen wurde. Er setzte sein Studium an der Königlichen Kunstakademie in München und danach an der Wiener Kunstakademie fort. Von 1873 bis 1878 wurde er als Reservist in den Krieg in Bosnien-Herzegowina einberufen. Die Kriegserfahrungen prägten von da an seine Persönlichkeit. Er wurde melancholisch, misstrauisch und impulsiv. Die aus dieser Zeit stammenden Bilder sind noch unvollkommen, genauso wie die Bilder, die er nach der Rückkehr in seiner Heimat schuf.
Der Umbruch kam, als sich sein Traum erfüllte und er mit Hilfe von Julius Zeyer nach Paris gehen konnte. Er verband seine künstlerischen Erfahrungen mit den Künsten der französischen Landschaftsmalerei. Seine Bilder waren von den Meistern der Schule von Barbizon geprägt. Sie wurden in bekannten Ateliers erfolgreich ausgestellt. 1880 malte er auch einige Stillleben. 
1882 kehrt er nach Böhmen zurück und musste erleben, dass seine Werke hier weniger anerkannt wurden als in Frankreich und er den Impressionisten zugeordnet wurde. Er kehrte nach Paris zurück, das er jedoch aus Sehnsucht nach seiner Heimat wieder verließ. Schließlich ließ er sich in Člunek bei Jindřichův Hradec nieder und zog später nach Třeboň.
Seine Landschaftsbilder malte er nach der Natur. 1888 entstand das Landschaftsgemälde mit Blick auf Prag. Da seine Werke weder in der Heimat noch im Ausland anerkannt wurden, reiste er enttäuscht durch Böhmen und in die Tatra und besuchte auch die Pariser Weltausstellung. Von einer schweren Bronchitis erholte er sich nicht mehr und starb zurückgezogen im Alter von nur 43 Jahren. Er wurde auf dem Vyšehrader Friedhof beigesetzt.

## Bedeutung
Die Arbeiten, die nach Chitussis Tod 1892 in Prag ausgestellt wurden, beeinflussten die Schüler von Julius Mařák, insbesondere František Kaván, und damit auch die Entwicklung der tschechischen Malerei im 20. Jahrhundert.

## Werke
- Gentilly - Arcueil (Prag, Nationalgalerie, Inv. Nr. O 2981), 1879, Öl auf Leinwand, 30 × 39 cm
- Montmartre (Prag, Nationalgalerie, Inv. Nr. O 6239), um 1880, Öl auf Leinwand, 25 × 35,5 cm
- Sonnenuntergang in Fontainebleau (Prag, Nationalgalerie, Inv. Nr. O 4984), 1880, Öl auf Holz, 61,5 × 99 cm
- Tümpel am Waldesrand (Sammlung Kooperativa, Wiener Städtische Versicherung), um 1883, Öl auf Leinwand, 103 × 64 cm
- Kunčicer Teich (Prag, Nationalgalerie, Inv. Nr. O 5172), 1887, Öl auf Holz, 32,5 × 44 cm
- Tal der Doubravka (Prag, Nationalgalerie, Inv. Nr. O 2967), 1888, Öl auf Leinwand, 42 × 79 cm

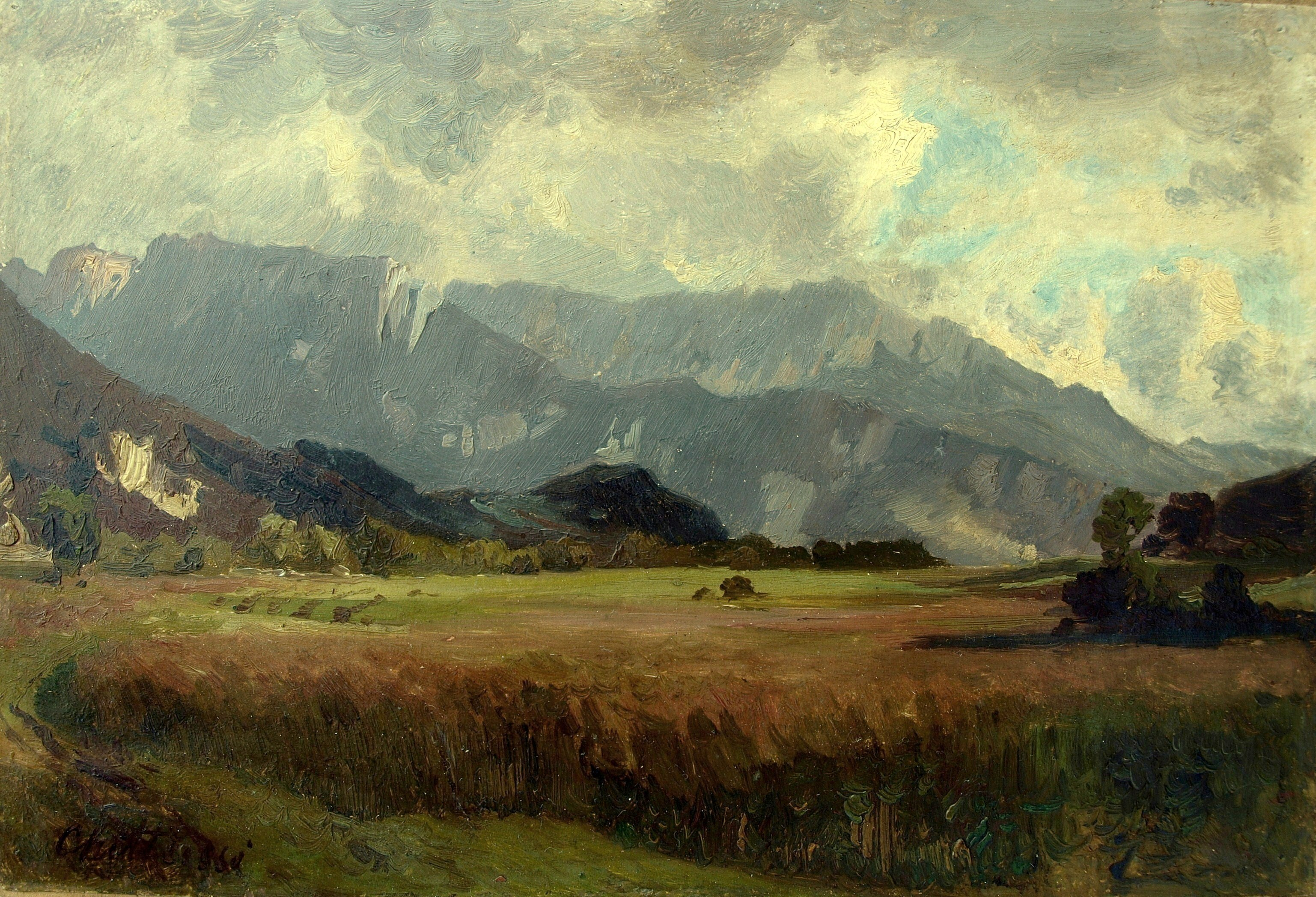
Slowakische Landschaft unter der Tatra
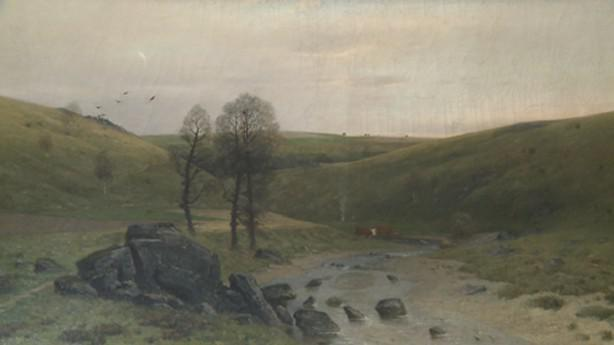
Tal der Doubravka, 1884
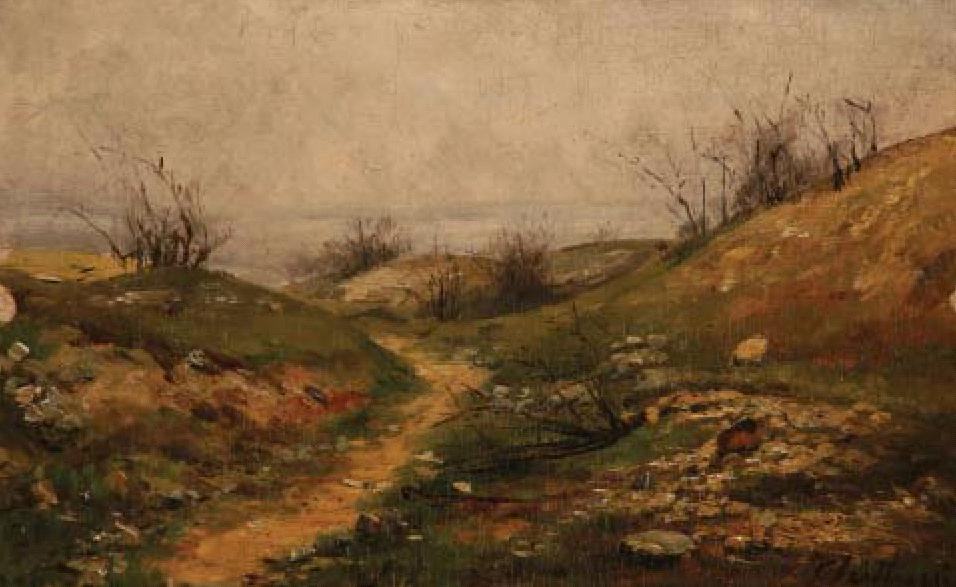
Weg zum Meer
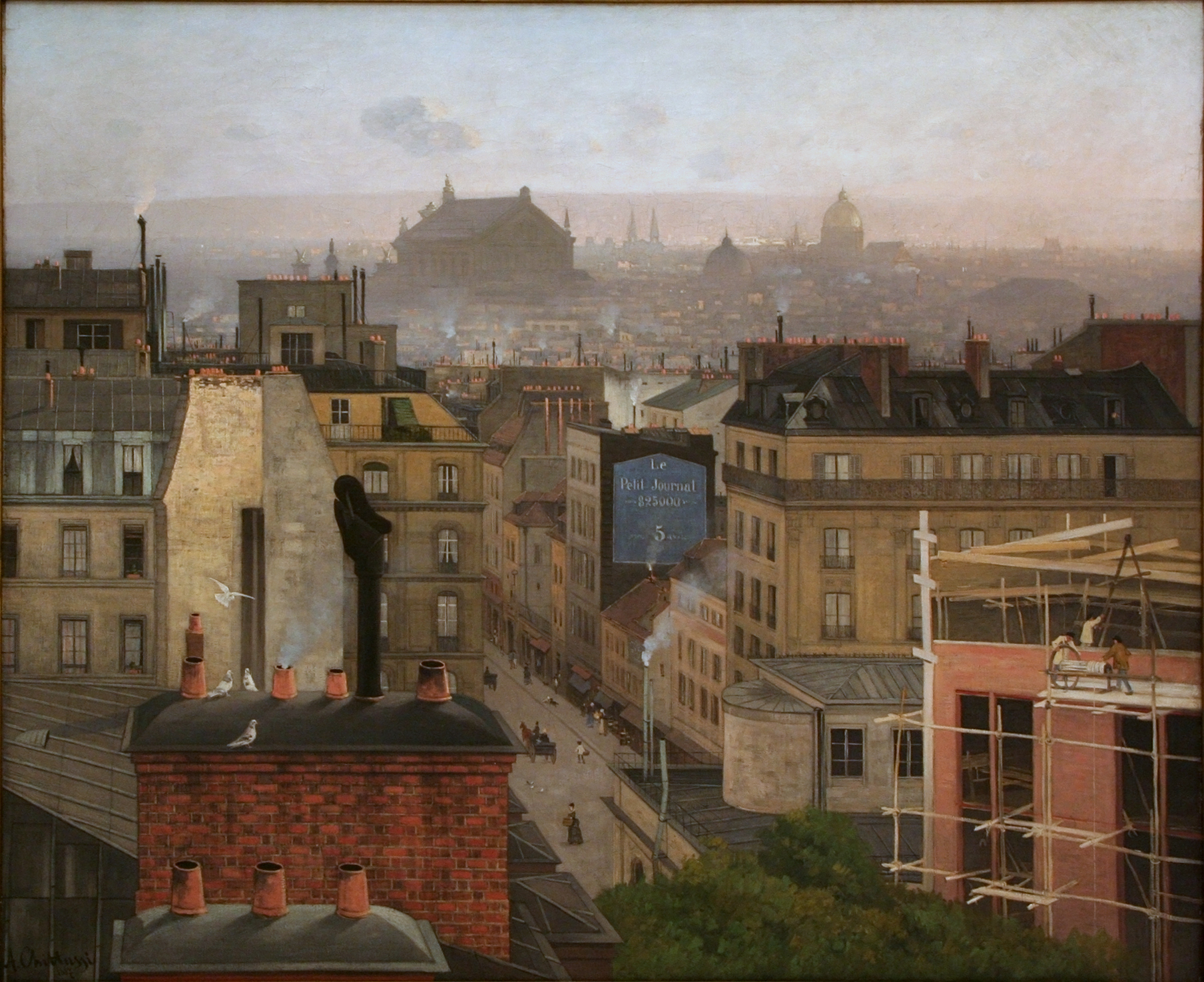
Paris vom Montmartre, 1887